# Cathédrale Notre-Dame-du-Liban de Brooklyn
Cette  cathédrale ne doit pas être confondue avec une autre cathédrale de New York.
 D’autres cathédrales portent le nom de cathédrale Notre-Dame-du-Liban.
La cathédrale Notre-Dame-du-Liban est une cathédrale catholique maronite située à New York, dans l'arrondissement de Brooklyn, aux États-Unis. Dédiée à Notre-Dame du Liban, c'est le siège de l'éparchie Saint-Maron de Brooklyn des Maronites.

## Architecture
Les portes d'entrée de la cathédrale sont décorées de 10 médaillons provenant du paquebot Normandie. Un représente le paquebot Île-de-France et neuf représentent des villes de Normandie :
- cathédrale Saint-Pierre de Lisieux,

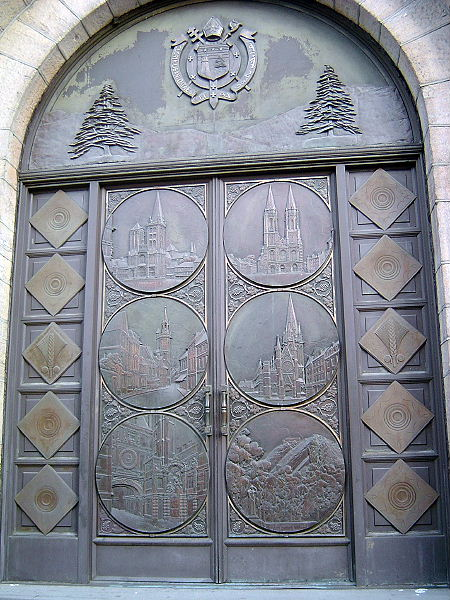
Porte d'entrée principale.

- église Notre-Dame de Saint-Lô,
- tour de l'Horloge à Évreux,
- église Saint-Pierre de Caen,
- Gros-Horloge à Rouen,
- montagne du Roule à Cherbourg,
- château des ducs d'Alençon,
- château de Dieppe,
- château de Falaise.